# Trofeu Colombino
El Trofeo Colombino és un torneig estival de futbol organitzat pel Recreativo de Huelva. Es disputà a l'Estadi Colombino de Huelva fins al 2001, quan amb la construcció de l'Estadi Nuevo Colombino, l'equip i el torneig es traslladaren a la nova ubicació.
Celebrat durant el mes d'agost, és un dels tornejos de futbol estivals més clàssics, disputat des de 1965. Sol disputar-se en format de triangular o quadrangular. El premi és una reproducció en plata d'una caravel·la.

## Palmarès
| Any  | Campió                 | Subcampió            | Tercer classificat    | Quart classificat    |
| 1965 | Recreativo de Huelva   | Genoa CFC            | Racing de París       | -                    |
| 1966 | Atlètic de Madrid      | Recreativo de Huelva | Stade Reims           | Os Belenenses        |
| 1967 | Recreativo de Huelva   | Sevilla FC           | Vitória Setubal FC    | Olympique de Lió     |
| 1968 | Reial Betis            | Recreativo de Huelva | At. Mineiro           | FAR Rabat            |
| 1969 | São Paulo FC           | Reial Madrid CF      | RSC Anderlecht        | UD Las Palmas        |
| 1970 | Reial Madrid CF        | Spartak Moscou       | Standard de Lieja     | Sevilla FC           |
| 1971 | Újpesti Dózsa          | CSKA Moscou          | Reial Madrid CF       | Reial Betis          |
| 1972 | Atlètic de Madrid      | Slovan Bratislava    | Fluminense FC         | València CF          |
| 1973 | Dinamo Tbilisi         | SL Benfica           | Derby County FC       | Atlètic de Madrid    |
| 1974 | Feyenoord Rotterdam    | Újpesti Dózsa        | Reial Betis           | FC Bayern de Múnic   |
| 1975 | Sevilla FC             | Athletic Club        | CA River Plate        | Dinamo Tbilisi       |
| 1976 | FK Partizan            | Atlètic de Madrid    | Manchester City FC    | Reial Betis          |
| 1977 | Recreativo de Huelva   | Budapest Honvéd FC   | Újpesti Dózsa         | Reial Societat       |
| 1978 | Stal Mielec            | Dinamo Bucarest      | Sevilla FC            | Recreativo de Huelva |
| 1979 | Recreativo de Huelva   | KSK Beveren          | Reial Betis           | Stal Mielec          |
| 1980 | CR Vasco da Gama       | Recreativo de Huelva | RCD Espanyol          | Dinamo de Zagreb     |
| 1981 | Athletic Club          | FC Barcelona         | Atlètic de Madrid     | Recreativo de Huelva |
| 1982 | Nottingham Forest FC   | Recreativo de Huelva | Sevilla FC            | Athletic Club        |
| 1983 | Reial Betis            | Club América         | América Rio           | Recreativo de Huelva |
| 1984 | Reial Madrid CF        | Recreativo de Huelva | Reial Betis           | Màlaga CF            |
| 1985 | Sevilla FC             | Atlètic de Madrid    | Botafogo FR           | Recreativo de Huelva |
| 1986 | Recreativo de Huelva   | Manchester City FC   | FC Barcelona          | Sevilla FC           |
| 1987 | Recreativo de Huelva   | SL Benfica           | RCD Espanyol          | Reial Betis          |
| 1988 | CR Flamengo            | Recreativo de Huelva | Cruzeiro EC           | Reial Saragossa      |
| 1989 | Reial Madrid CF        | Spartak Moscou       | Reial Betis           | Recreativo de Huelva |
| 1990 | Athletic Club          | Recreativo de Huelva | Atlètic de Madrid     | Reial Betis          |
| 1991 | Atlètic de Madrid      | Sevilla FC           | Recreativo de Huelva  | Spartak Moscou       |
| 1992 | Selecció de Xile       | SL Benfica           | Selecció de l'Uruguai | Recreativo de Huelva |
| 1993 | Atlètic de Madrid      | UC Sampdoria         | São Paulo FC          | Sevilla FC           |
| 1994 | Reial Saragossa        | Reial Betis          | Atlètic de Madrid     | -                    |
| 1995 | Reial Betis            | UD Mérida            | Recreativo de Huelva  | -                    |
| 1996 | Sevilla FC             | Recreativo de Huelva | Reial Valladolid      | Reial Betis          |
| 1997 | Grêmio de Porto Alegre | Sevilla FC           | Reial Saragossa       | Recreativo de Huelva |
| 1998 | Recreativo de Huelva   | Reial Societat       | Reial Betis           | Olympiacos FC        |
| 1999 | Athletic Club          | Màlaga CF            | Recreativo de Huelva  | PSV Eindhoven        |
| 2000 | Recreativo de Huelva   | Reial Betis          | UD Las Palmas         | Màlaga CF            |
| 2001 | Celta de Vigo          | CD Tenerife          | Recreativo de Huelva  | CA Osasuna           |
| 2002 | Atlètic de Madrid      | Recreativo de Huelva | Sevilla FC            | RCD Espanyol         |
| 2003 | Recreativo de Huelva   | Màlaga CF            | Sevilla FC            | Panathinaikos FC     |
| 2004 | Recreativo de Huelva   | Màlaga CF            | Reial Societat        | Reial Betis          |
| 2005 | Sevilla FC             | Recreativo de Huelva | Athletic Club         | -                    |
| 2006 | Sporting Lisboa        | Recreativo de Huelva | Sevilla FC            | Bolton Wanderers FC  |
| 2007 | Parma FC               | Recreativo de Huelva | Reial Saragossa       | -                    |
| 2008 | Recreativo de Huelva   | Athletic Club        | Màlaga CF             | -                    |
| 2009 | Reial Betis            | Reial Saragossa      | Recreativo de Huelva  | -                    |
| 2010 | Recreativo de Huelva   | Sporting de Gijón    | Atlètic de Madrid     | Montevideo Wanderers |
| 2011 | Atlètic de Madrid      | Recreativo de Huelva | -                     | -                    |
| 2012 | Getafe CF              | Recreativo de Huelva | Sporting Lisboa       | Moghreb Tétouan      |
| 2013 | Llevant UE             | Pescara Calcio       | Recreativo de Huelva  | SC Olhanense         |
| 2014 | FC Barcelona           | Recreativo de Huelva | -                     | -                    |
| 2015 | Reial Betis            | Recreativo de Huelva | -                     | -                    |